# Леван Шенгелія (футболіст)
Леван Шенгелія (груз. ლევან შენგელია; 27 жовтня 1995, Самтредіа, Грузія) — грузинський футболіст, нападник грецького клубу «Панетолікос» та збірної Грузії.

## Клубна кар'єра
Професійну кар'єру розпочинав у клубі «Діла». У свій перший сезон на дорослому рівні виступав здебільшого за фарм-клуб у першій лізі, але також зіграв 3 матчі за основний склад у вищій лізі. Сезон 2014/15 починав у кутаїському «Торпедо», але зіграв за команду лише один матч і взимку перебрався до «Колхеті-1913», де виступав до кінця сезону. У серпні 2015 року Шенгелія підписав контракт із клубом першої ліги Бельгії «Тюбіз». У Бельгії він провів півтора року і був одним з основних гравців команди, але взимку 2017 року на правах оренди перейшов до південнокорейського «Теджон Сітізен», який виступає у другій лізі. У Південній Кореї гравець провів повноцінний сезон та зіграв 28 матчів, у яких забив 5 голів. Після закінчення оренди Шенгелія повернувся до Грузії, де став гравцем тбіліського «Динамо». У чемпіонському для «Динамо» сезоні 2019 року він зіграв у 24 матчах і забив 12 голів, став одним із найкращих бомбардирів ліги, але наприкінці сезону залишив клуб і підписав контракт із турецьким «Коньяспором».

## Виступи за збірну
Дебютував за збірну Грузії 12 жовтня 2019 року у відбірному матчі чемпіонату Європи 2020 проти збірної Ірландії (0:0), в якому вийшов на заміну на 73-й хвилині замість Георгія Квіліта.

## Титули і досягнення
«Динамо» Тбілісі
- Чемпіон Грузії : 2019